# Pseudoberaeodes mira
Pseudoberaeodes mira is een fossiele soort schietmot uit de familie Sericostomatidae.